# 永井三明
永井 三明（ながい みつあき、1924年〈大正13年〉10月3日 - 2022年〈令和4年〉7月21日）は、日本の西洋史研究者。同志社大学名誉教授。永井岩之丞の孫。永井繁の子。平岡梓の従弟。

## 経歴
京都大学文学部史学科卒業。同志社大学助教授、教授を経て、名誉教授。2003年、勲三等瑞宝章を受章。
2022年7月21日午前8時53分、老衰のため死去。97歳没。

## 受賞歴
- 第18回マルコ・ポーロ賞 1996年
  - 『ヴェネツィア貴族の世界 社会と意識』刀水書房 1994年
- 第10回ピーコ・デッラ・ミランドラ賞
  - 『マキァヴェッリ全集1～6』（筑摩書房 1998-2000年）共同受賞

## 著書
- 『ヴェネツィア貴族の世界―社会と意識』刀水書房 1994年、ISBN 9784887081611
- 『ヴェネツィアの歴史―共和国の残照』刀水書房 2004年、ISBN 9784887082854

## 翻訳
- ニッコロ・マキャヴェッリ『マキァヴェッリ全集 (2) ディスコルシ』筑摩書房 1999年
  - 『ディスコルシ ローマ史論』ちくま学芸文庫 2011年。ISBN 9784480093523
  - 旧版『世界の名著16 マキアヴェリ』中央公論社（1966年）に収録。上記は改訳版
- グィッチャルディーニ『政治と人間をめぐる断章』清水弘文堂書房 1970年
  - 『フィレンツェ名門貴族の処世術―リコルディ』 講談社学術文庫、1998年。各・改訳版
  - 『政治と人間をめぐる断章―リコルディ』中央公論新社〈中公クラシックス〉2018年。ISBN 9784121601803
- J.C. ブラウン『ルネサンス修道女物語―聖と性のミクロストリア』松本香、松本典昭共訳、ミネルヴァ書房 1988年、ISBN 9784623018444
- マイケル・L. ブッシュ (Michael Laccohee Bush)『貧乏貴族と金持貴族』和栗珠里、和栗了共訳、刀水書房 2005年、ISBN 9784887083080